# Pivot to video
"Pivot to video" é uma frase que se refere à tendência, a partir de 2015, de editoras de mídia cortando recursos de pessoal para conteúdo escrito (geralmente publicado em seus próprios sítios eletrônicos) em favor de conteúdo de vídeo de formato curto (muitas vezes publicado em plataformas sociais de terceiros, como Facebook, Instagram, Twitter, YouTube e Snapchat). A tendência polêmica é geralmente descrita pelos editores como uma resposta às mudanças no tráfego de mídia social e mudanças nos hábitos de consumo de mídia de públicos mais jovens. Mas, de acordo com os comentaristas, é na realidade impulsionado pela publicidade; apenas os anunciantes, não os consumidores, preferem o vídeo ao texto. Devido aos inúmeros empregos perdidos como resultado, o termo eventualmente se tornou um eufemismo para demissões, morte e cancelamento.
Os comentaristas também notaram uma falta de transparência e precisão nas métricas de visualização relatadas por plataformas como o Facebook, apontando que mudanças abruptas nos algoritmos proprietários das plataformas podem ter efeitos devastadores na visualização, tráfego e receita dos editores.  Após um escândalo no qual o Facebook revelou que havia inflado artificialmente os números para seus anunciantes sobre por quanto tempo os espectadores assistiam aos anúncios, muitos jornalistas e analistas da indústria concluíram que a mudança para o vídeo foi baseada em tal ou métricas imprecisas, que criaram uma falsa impressão de que havia demanda do cliente por conteúdo de vídeo adicional.

## Como eufemismo
O jornalista Brian Feldman diz que "'Pivot to vídeo' se tornou uma estratégia de negócios para editores digitais comum o suficiente nos últimos meses para ser uma espécie de clichê - uma maneira engenhosa de descrever outra coisa: demissões". Em resposta, os escritores usam a frase como um eufemismo negro para morte ou cancelamento, como em "como dizer ao meu namorado que quero que nosso relacionamento acabe em 'pivot to video'" (SkyNews' Mollie Goodfellow) ou "o cavalo quebrou sua perna, então tivemos que retirá-lo e ajudá-lo a 'pivot to video'" (blogger Anil Dash).

## Controvérsias de métricas do Facebook
Em setembro de 2016, o Facebook admitiu que havia relatado números artificialmente inflados aos seus anunciantes sobre quanto tempo os espectadores assistiam aos anúncios, levando a uma superestimativa de 60-80%. O Facebook se desculpou em um comunicado oficial e em várias aparições da equipe na New York Advertising Week. Dois meses depois, o Facebook divulgou erros adicionais nas métricas de audiência. Em outubro de 2018, um tribunal federal da Califórnia revelou o texto de uma ação coletiva movida por anunciantes contra o Facebook, alegando que o Facebook sabia desde 2015 que seus números de audiência foram inflados "em cerca de 150 a 900 por cento" e esperou mais de um ano antes de tomar medidas para divulgar ou corrigir o problema, citando comunicações internas do Facebook que "de alguma forma não houve progresso na tarefa para o ano "e decisões para" ofuscar o fato de que estragamos a matemática". Em resposta, alguns jornalistas e analistas da indústria reclamaram que o "pivot to video" em toda a indústria foi baseado em mentiras, embora alguns editores discordassem.